# Kuckelsberg
Kuckelsberg ist eine Ortslage im Norden der bergischen Großstadt Wuppertal.

## Lage und Beschreibung
Die Ortslage liegt auf einer Höhe von 213 m ü. NHN an der Nevigeser Straße im Süden des gleichnamigen Wohnquartiers Nevigeser Straße im Stadtbezirk Uellendahl-Katernberg. Benachbarte Ortslagen sind Acker, Am Anschlag, Am Bredtchen, Lehmbruch, Dreckloch, Herberts Katernberg, Hosfelds Katernberg, Dorrenberg und das unmittelbar südlich daneben liegende Hölle.

## Geschichte
Die Ortslage ist aus einem Hof hervorgegangen, der bereits 1565 urkundlich erwähnt wurde. Der Hof gehörte in dieser Zeit zum Höfeverband Elberfeld, der ein Allod des Kölner Erzstifts war und sich im Amt und Kirchspiel Elberfeld befand. Der Hof ist als Cuculberg auf der Topographia Ducatus Montani des Erich Philipp Ploennies aus dem Jahre 1715 verzeichnet. 
1815/16 lebten 81 Menschen in Kuckelsberg. 1832 gehörte Kuckelsberg zur Katernberger Rotte des ländlichen Außenbezirks des Kirchspiels und der Stadt Elberfeld. Der laut der Statistik und Topographie des Regierungsbezirks Düsseldorf als Ackergut kategorisierte Ort wurde als afm Kuckelsberg bezeichnet und besaß zu dieser Zeit vier Wohnhäuser und sieben landwirtschaftliche Gebäude. Zu dieser Zeit lebten 76 Einwohner im Ort, davon neun katholischen und 67 evangelischen Glaubens.
In den Jahren 1835 bis 1835 wurde direkt am Ort vorbei die heutige Nevigeser Straße (Landesstraße 427) zwischen Elberfeld und Neviges als mautpflichtige Kommunal-Chaussee neu gebaut. Im Ort zweigte von dieser eine Straße nach Acker (heute Katernberger Schulweg) und eine Straße nach Dreckloch ab (heute ein nur teilweise durchgängiger Fahrweg auf dem Gelände des Bethesda Krankenhauses).